# Szidamók
Az szidamók  (Ge'ez írással: ሲዳማ) egy népcsoport Északkelet-Afrikában, Etiópia ötödik legnépesebb nemzetisége. Számuk kb. 3 millió, ebből 2,9 millió Etiópia Déli nemzetek, nemzetiségek és népek szövetségi államában, annak is főleg Szidamó zónájában él. 
2019. november 23-án az egész szidama zónára kiterjedő népszavazást követően a terület Etiópia 10. regionális állama lett. A szidamók nyelve az afroázsiai nyelvcsalád kusita ágának egyik nyelve. Nagy létszámuk ellenére a szidamóknak nem volt külön etnikai regionális államuk Etiópia területén belül, amíg a folyamatos tiltakozások eredményeként a 2019. novemberi népszavazáson meg nem szavazták a javaslatot.

## Történet
A szidamókról szóló történelmi írásokban nincs egyetértés azzal kapcsolatban, hogy a mely terület volt a szidamók őshazája. Ezt a népcsoportot a korai írásokban szidamó-csoportnak nevezték, és a „Szidamó” nevet a délnyugat-etiópiai kusita és omotikus népek megjelölésére használták. Lapiso G. Delebo történész azt állítja, hogy a szidamó kifejezés hagyományosan lealacsonyító elnevezés volt, amelyet az oromók használtak a nem oromó népek megnevezésére.
A szidamók eredetileg a Dawa folyó körül található egykori Bale történelmi régióban élt, mielőtt az oromók a 16. század elején elűzték őket. Ezután nyugat felé, a Hawassa-tó körül megtalálható jelenlegi hazájuk felé indultak el. A szájhagyományok szerint a szidamók megérkezésekor a területen egy másik törzs, a Hofák éltek, de később innen is elűzték őket.
A szidamók történelme során két kláncsoport versengett a politikai hatalomért. Az első csoport a Yemericho, amely nyolc nemzetséget (klán) foglal magában, akik a terület első telepesei voltak. Ők foglaltak el nagy, egybefüggő földrészleteket, ezért őket tartották a "legtisztábbaknak" (agna). A második csoport az Aletta, amely tizenkét klánból áll, ők alkotják a számbeli többséget. A szidamó klánoknak saját területük és vezetőik voltak, akik folyamatosan háborúztak egymással.
A szidamókat az Agar Maknat idején erőszakkal beolvasztották az Etióp Birodalomba. A legtöbb szidamó klán harc nélkül behódolt II Meneliknek. A Hollo-Garbicho és a Sawola klánok északon, valamint az Aletta klánok egy része délen kísérletet tett területük megvédésére, de a köztük és a többi klán között fennálló bizalom hiánya megakadályozta őket abban, hogy összehangolják ellenállásukat és egységesen harcoljanak. Más klánok, mint például a janase, azonnal úgy döntöttek, hogy behódolnak a császárnak, és beleegyeztek az adófizetésbe.
Az Etióp-magasföld déli részén élő szidamók sokáig megőrizték függetlenségüket s saját kultúrájukat, vallásukat. Államszervezetük legkésőbb a 9. századra épült ki és a szidamo királyságok laza szövetségén alapult. A nyelvnek nem volt saját írása, így a szidamók történetéről nagyon kevés forrás maradt fent. A területet az 1880-as években hódította meg az Etiópiát egyesítő II. Menelik császár. Az 1995-ös közigazgatási reform megszüntette a korábbi Szidamo tartományt és azt a Déli nemzetek, nemzetiségek és népek szövetségi állam keretébe helyezte. Jelenleg a szidamók helyi autonómia vagy a korábbi tartományi önállósg visszaállítására  törekednek, mert ettől várják oktatási-egészségügyi helyzetük javulását.

## Politika és kormányzat

A szidamók zászlaja.

Etiópia déli nemzetek, nemzetiségek és népek szövetségi államán belül van egy szidamó közigazgatási övezet. A Szidamó-zóna egy 2019. novemberi népszavazás után vált regionális állammá.

## Vallás
A szidamók egészen az 1960-as évekig döntően hagyományos vallásukat követték. Ekkor a népesség legnagyobb részét főleg protestáns hittérítők megtérítették. Az 1994-es népszámlálás adatai szerint a protestánsok aránya 66,8%, míg a törzsi vallásokat 14,9% követi. A többi szidamó az iszlám (7,7%) vagy a római katolikus egyház híve (4,6%), mindössze 2,3%  tartozik az Etióp Ortodox Egyházhoz.
A szidamók körében előfordul a szellemek általi megszállottság. Irene és John Hamer antropológusok azt állították, hogy a szellemidézés egyfajta kompenzáció a szidamók társadalmán belüli nélkülözésért. A megszállottak többsége nő, akiknek a szelleme luxuscikkeket követel, hogy enyhítse helyzetüket, de férfiak is lehetnek megszállottak. A megszállottakból nemtől függetlenül gyógyítók válhatnak. John és Irene Hamer kutatásai (1966) szerint ez egyfajta kompenzáció a nélkülöző férfiak körében a szidamák mélyen versengő társadalmában, hiszen ha egy férfi szónokként, harcosként vagy földművesként nem szerezhet tekintélyt, lelki gyógyítóként igen. A nőket néha azzal vádolják, hogy megjátsszák a megszállottságot, de a férfiakat soha.

## Nyelv
A szidamó nyelv az afroázsiai nyelvcsalád kusita ágába tartozik, közeli rokonai az oromó, a szomáli, a hadia, a kambata és az afar nyelvek.

## Életmód

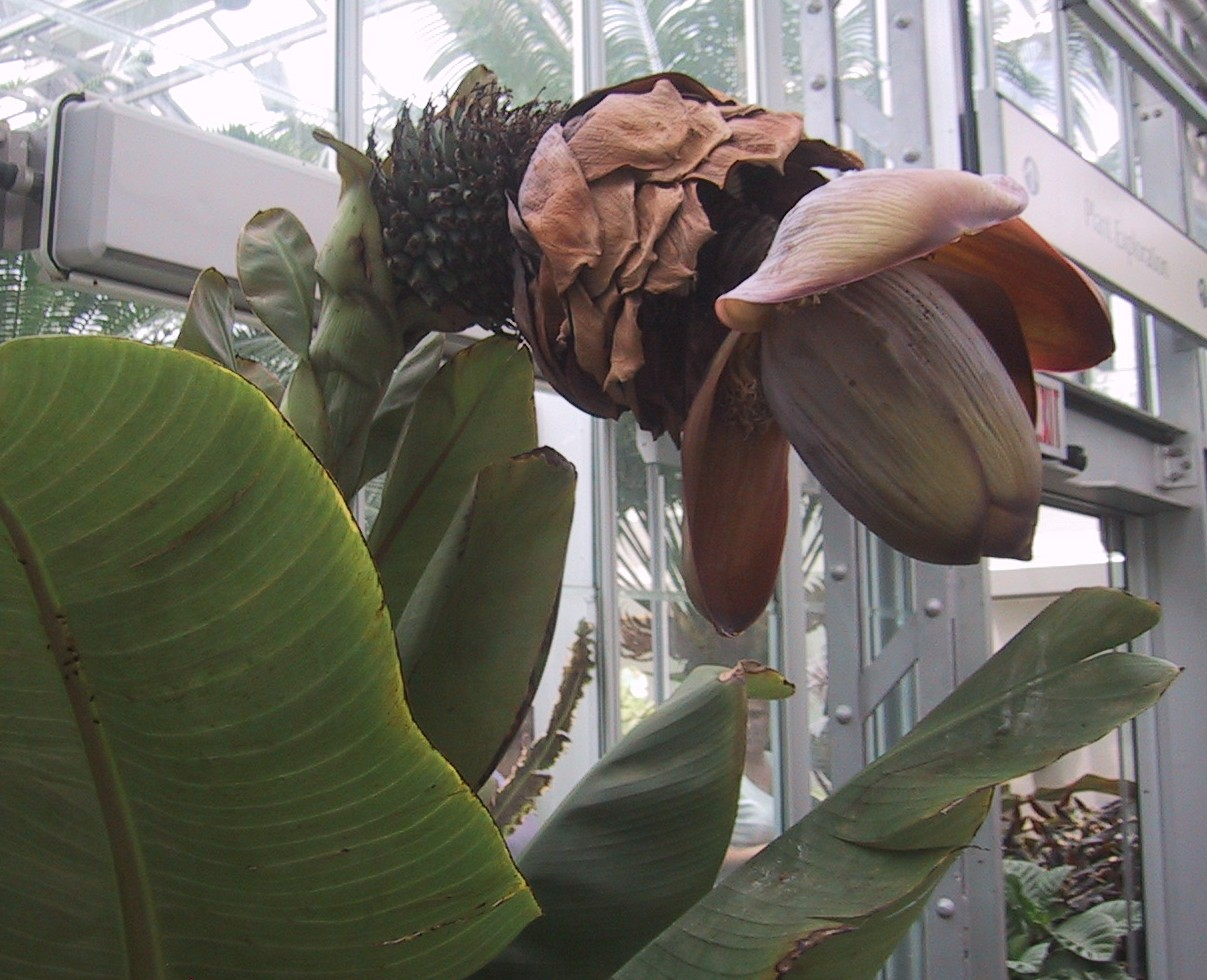
Abesszin vadbanán

Napjainkban a szidamók 95%-a még mindig a mezőgazdaságban dolgozik.
Fő élelmiszernövényük az abesszin vadbanán (Enset ventricosum), melynek banánhoz hasonló termése ehetetlen, ám gyökere ehető. Legfontosabb tenyésztett állatuk a szarvasmarha, amelyek birtoklásához erős kulturális hagyományok fűződnek. A fő bevételt azonban a kávétermesztés jelenti. A Sidama terület jelentős mértékben hozzájárul a kávétermeléshez, a központi kormány számára exportált kávé nagy százalékát termeli, a második helyen áll Oromia állam után. A kávé alacsony világpiaci ára a szidamók számára is komoly jövedelemkiesést, esetenként éhinséget okoz. annak ellenére, hogy a népszerű kávéházlánc, a Starbucks számára a régióból származó kávétermékek nagy részét ők szállítják.

## Fordítás
- Ez a szócikk részben vagy egészben  a   Sidama people című angol Wikipédia-szócikk fordításán alapul.  Az eredeti cikk szerkesztőit annak laptörténete sorolja fel. Ez a jelzés csupán a megfogalmazás eredetét és a szerzői jogokat jelzi, nem szolgál a cikkben szereplő információk forrásmegjelöléseként.